# Gipsy Kings
Gipsy Kings су музичка група из Арла и Монпељеа са југа Француске. У музици комбинују традиционални фламенко, салсу и поп музику, а наступају на мешавини језика, углавном на шпанском, али и мешајући јужнофранцуске дијалекте. 
Иако су чланови групе рођени у Француској, њихови родитељи углавном су били хитаноси, односно шпански Роми који су побегли из Шпаније током шпанског грађанског рата. Познати су по томе што публици широм света доносе румба фламенко музику, поп музику која је ослања на традиционални фламенко. Група се првобитно звала Los Reyes (краљеви).

## Историја
Чланови бенда Gipsy Kings су рођени у Француској, али су одгајани у шпанској култури. У великој мери су одговорни што се звуке поп оријентисаног фламенка слуша публици широм света. Бенд је основан у Арлу, граду на југу Француске, током седамдесетих година, када су се браћа Николас и Андре Рејес, синови фламенко уметника Хосе Рејеса, удружили са својим рођацима Жаком, Морисом и Тонином Балиардом. У то време, Хосе Рејес и Манитас де Плата били су двојац који је покренуо ширу популарност румба фламенка (познатог и као шпанска или циганска румба). Када се Рејес одвојио од Манитаса де Плате, основао је бенд са синовима, које је називао Los Reyes (што је њихово породично име, reyes на шпанском значи краљеви, "kings" на енглеском).
Los Reyes су доста наступали по Француској, свирали су на венчањима, фестивалима и улицама. Будући да су толико путовали,  променили су име у Gipsy Kings. Њихова прва два албума нису привукла много пажње. У почетку су свирали традиционални фламенко подстакнут гитаром Тонина Балиарда и гласом Николаса Рејеса.
Gipsy Kings су  постали популарни са својим трећи албумом, названим Gipsy Kings, на ком су биле песме "Djobi Djoba", "Bamboléo", и балада "Un Amor". Албум Gipsy Kings објављен је у Сједињеним државама 1989. године и провео је 40 недеља на топ листама, један од ретких албума на шпанском језику који су то успели.
Бенд је обрадио песму I've Got No Strings за Дизнијев компилацијски албум Simply Mad About the Mouse из 1991. године. Њихова верзија песме Хотел Калифорнија  је на саундтреку филма браће Коен из 1998. године Велики Лебовски. У филму Прича о играчкама 3 из 2010. године,  је њихова верзија песме You've Got a Friend in Me на шпанском језику под називом Hay un Amigo en Mi, а изведена је у препознатљивом фламенко стилу. Песма „Bamboleo” се чује у филму Певајмо из  2016. године.
Бенд су критиковали фламенко пуристи, али Николас Рејес је у једном интервјуу рекао да свет фламенка није у доброј форми и да је бенд поносан на свој успех. Њихов албум Compas из 1997. године има више традиционалне фламенко музике.

## Чланови бенда
Gipsy Kings су се првобитно чиниле две породице: Рејес и Балиардо. Браћа Рејес, синови Хосе Рејеса, синовци Манитаса де Плате, познатог фламенко гитаристе. Браћа Балиардо су синови Манитаса де Плате.
- Николас Рејес - оснивач, главни певач
- Канут Рејес  - вокал, гитара
- Андре Рејес - вокал, гитара
- Патчаи Рејес - вокал, гитара
- Пабло (Паул) Рејес - гитара
- Тонино Балиардо - оснивач, главни гитариста
- Диего Балиардо - гитара
- Пако Балиардо - гитара

Чико Боучики, суоснивач групе, зет Хосеа Рејеса, такође је био члан, али је након албума Mosaïque из 1989. године, основа свој бенда Chico & The Gypsies.
Од 2015. године, само чланови оснивачи Николас Рејес и Тонино Балиардо остају у тренутној постави Gipsy Kings.

## Дискографија
- 1982: Allegria
- 1983: Luna de Fuego
- 1987: Gipsy Kings
- 1989: Mosaïque
- 1991: Este Mundo – Номинација Греми за Албум године
- 1992: Live
- 1993: Love and Liberté – Латин Греми награда за поп албум године и номинација Греми за Албум године
- 1995: The Best of the Gipsy Kings
- 1996: Tierra Gitana – Номинација Греми за Албум године
- 1997: Compas – Номинација Греми за Албум године
- 1998: Cantos de amor
- 1999: Volare: The Very Best of the Gipsy Kings
- 2001: Somos Gitanos
- 2003: Tonino Baliardo
- 2004: Roots
- 2006: Pasajero
- 2013: Savor Flamenco – Награда Греми за Албум године [8]